# Bakista
Bakista – schowek w postaci skrzyni, stosowany na jachtach, kutrach i innych jednostkach pływających. Stanowi element zabudowy wnętrza kabiny lub wbudowany może być w zagłębienie pokładu zwane kokpitem. Jego wieko bywa koją lub siedziskiem. Bakista służy do przechowywania np. wyposażenia hotelowego lub rzeczy osobistych załogi. Jeżeli jest umieszczona w kokpicie zwykle chowane są w niej elementy wyposażenia pokładowego takie jak np. cumy, odbijacze itd.